# Большая Дубна
Больша́я Дубна́ — река в Московской и Владимирской областях России, левый приток реки Клязьмы.
Берёт начало в Киржачском районе западнее деревни Илейкино, в верховьях называется — Дубенка. Впадает в Клязьму в 2 км ниже города Орехово-Зуево. На реке стоят деревни Большая Дубна, Бынино, Кашино и Карповщина.
Длина составляет около 30 км, площадь водосборного бассейна — 280 км². В среднем течении ниже впадения речки Малой Дубны кое-где река спрямлена каналом. Равнинного типа. Питание преимущественно снеговое. Большая Дубна замерзает в ноябре — начале декабря, вскрывается в конце марта — апреле.
Несмотря на некоторую заболоченность долины Большой Дубны, старые сосновые боры и малонаселённость её берегов представляют интерес для туристов, особенно в сезон сбора ягод.

## Данные водного реестра
По данным государственного водного реестра России относится к Окскому бассейновому округу. Речной бассейн — Ока, речной подбассейн — бассейны притоков Оки от Мокши до впадения в Волгу, водохозяйственный участок реки — Клязьма от города Орехово-Зуево до города Владимира.
Код объекта в государственном водном реестре — 09010300712110000031603.